# Розширене відтворення
Розширене відтворення — це безперервно повторюваний процес виробництва економічних благ в збільшених розмірах, тобто процес виробництва, споживання, обігу, обміну та розподілу всієї сукупності послуг та матеріальних благ, які за визначений проміжок часу створені суспільством.

## Відтворення
Відтворення — це безперервно повторюваний процес виробництва, що представляє собою єдність відтворення матеріальних благ, продуктивних сил і виробничих відносин.

Необхідність відтворення на усіх етапах економічного розвитку об'єктивно виникає із специфіки процесу споживання матеріальних благ — він мусить бути безперервним і є об'єктивною основою існування людського суспільства. Задля використання матеріальних благ необхідне вироблення суспільного продукту. 

Відтворення може розглядатися на двох рівнях: на рівні макроекономіки та мікроекономіки. На макроекономічному рівні відтворення розглядається безперервним процесом виробництва, який відображає взаємозв'язки між засобами виробництва та предметами споживання, узагальнюючими економічними показниками країни та між галузями економіки країни. На мікроекономічному рівні відтворення визначається, як характерна ознака безперервності та повторюваності для окремого підприємства чи господарства .

| Відтворення на рівні макроекономіки | безперервність, повторюваність виробництва відображає взаємозв'язок між галузями національної економіки; |
| Відтворення на рівні мікроекономіки | безперервність та повторюваність виробництва відбувається на окремих підприємствах чи господарствах.     |

## Види відтворення
Розрізняють два види відтворення: 

1. Просте ( — це щорічне поновлення обсягів виробництва в незмінних масштабах);
2. Розширене ( — це збільшення обсягу випущених благ) (рис.1).

### Просте відтворення
Просте відтворення — це безперервно повторюваний процес виробництва економічних благ в незмінних обсягах. Зокрема воно характерно для доіндустріального господарства, де переважало сільськогосподарське і ремісниче виробництво, яке засноване на ручній праці. Головною особливістю простого відтворення вважається те, що додатковий продукт йде на особисте споживання. Просте відтворення є основою для розширеного відтворення.

### Розширене відтворення
Розширене відтворення — це безперервно повторюваний процес виробництва економічних благ в збільшених розмірах, тобто процес виробництва, споживання, обігу, обміну та розподілу всієї сукупності послуг та матеріальних благ, які за визначений проміжок часу створені суспільством. Особливість розширеного відтворення полягає в тому, що відшкодовується не тільки витрачений капітал (використані сировина і матеріали, зношене обладнання), але й додатково залучаються більш ефективні та досконалі засоби виробництва, постійно підвищується кваліфікація працівників. Розширене відтворення зокрема характерне для індустріального виробництва, що засноване на безперервному впровадженні досягнень науково-технічного прогресу.

Для сучасної економіки характерно розширене відтворення. Це потрібно для того, щоб:

- виділялися необхідні кошти на розвиток соціальної сфери, на охорону (відтворення) навколишнього середовища;
- витрачені засоби виробництва поповнювались на основі їх раціонального використання (ресурсозбереження), робоча сила вивільнялася зі сфери виробництва в міру зростання продуктивності праці;
- засоби виробництва, що йдуть на відшкодування і розширення, відповідали (за своїм складом і натуральною формою) новітнім досягненням науки і техніки.

## Типи економічного зростання розширеного виробництва
У сучасному світі існує розширене виробництво, що має два типи економічного зростання виробництва: 

1. Екстенсивний;
2. Інтенсивний.

### Екстенсивний тип економічного зростання розширеного виробництва
Екстенсивний тип розвитку виробництва відбувається шляхом простого нарощування речових і особистих факторів виробництва (засобів виробництва і працівників) при незмінному економічному потенціалі. Для такого типу відтворення властиві технічний застій, витратний характер зростання виробництва і в результаті — дефіцит всіх ресурсів.

При екстенсивному відтворенні масштаби виробництва збільшуються за рахунок залучення додаткових трудових і матеріально-речових факторів виробництва на колишній технічній основі і при тому ж рівні кваліфікації працівників, тобто весь приріст товарів і послуг забезпечується збільшенням витрат. Економіка носить витратний характер, а відтворення стає фондомістким (техніка використовується все менш ефективно) і ресурсомістких.
На практиці екстенсивний розвиток виробництва використовується в чистому вигляді дуже рідко. Як правило, воно поєднується з інтенсифікацією, забезпечуючи всебічний розвиток економіки.

### Інтенсивний тип економічного зростання розширеного виробництва
Інтенсивний тип економічного зростання виробництва передбачає збільшення реальних результатів виробництва матеріальних благ і послуг за рахунок якісного вдосконалення всіх факторів виробництва. Тобто, це відбувається за рахунок більш ефективного використання всіх наявних ресурсів, підвищення їх якості, поліпшення способів їх використання, вдосконалення праці та управління, організації виробництва.

Розширення виробництва засноване на застосуванні ефективніших засобів виробництва, які втілюють новітні досягнення науково-технічного процесу.
Також збільшення інтенсивності виробництва досягається більш повним використанням ресурсного потенціалу за рахунок поліпшення використання матеріалів, підвищення продуктивності праці, віддачі основних фондів.

### Види інтенсифікації виробництва
Розрізняють такі види інтенсифікації виробництва в залежності від напрямків науково-технічного прогресу:

1. Матеріалозберігаючий (економія матеріалів, сировини, палива та енергії на одиницю продукції);
2. Фондозберігаючий (застосування продуктивнішої техніки);
3. Трудозберігаючий (скорочення чисельності працівників).